# Чувашкино
Чувашкино (чув. Чăвашкино) — советский кинотрест при Народном комиссариате просвещения Чувашской АССР, существовавший с 1926 по 1932 год.

## История
Основана 22 июня 1926 года в Чебоксарах при участии Иоакима Максимова-Кошкинского как Чувашское отделение Всесоюзного Государственного треста «Роскино». Помимо проката готовых фильмов, выпущенных вне республики, «Чувашкино» создавало художественные и документальные фильмы собственными силами. Занимался производством и прокатом художественных и документальных фильмов с 1927 по 1932 год.
Первым художественным фильмом, в котором участвовали создатели «Чувашкино», был «Волжские бунтари», снятый в 1926 году.
За время своего существования студия сняла 6 художественных и десятки документальных фильмов.
С 1930 года трест в составе общественного объединения кинофотопромышленности «Союзкино».
В 1931 Вошло в состав АО «Востоккино» как одна из первых национальных киноорганизаций страны, после снятия фильма «Асту» перестало существовать. В 1934 году вновь образован трест «Чувашкино» с одновременным выделением самостоятельной конторы по прокату кинофильмов, которая получила название – Чувашская областная контора треста «Росснабфильм».
Руководителем кинотреста с 1926 по 1931 год являлся И. С. Максимов-Кошкинский.
Операторы «Чувашкино» регулярно снимали сюжеты для всесоюзных киножурналов. Фильмы «Чувашкино» приобретались для демонстрации на всесоюзных и зарубежных экранах. О них публиковались статьи и рецензии в журналах «Советский экран», «Кино-фронт», «Кино и жизнь», «Советское кино», а также в американской, немецкой печати.
В начале тридцатых появилось звуковое кино, на создание новых фильмов потребовалось другое оборудование, средств на приобретение которого у «Чувашкино» не было. Студия закрылась.
Большинство фильмов, хранившихся в Чебоксарах, к концу 1930-х годов, в период когда в Чувашской АССР были арестованы И. С. Максимов-Кошкинский и Тани Юн, были утрачены. Артур Галкин: «мы имеем информацию, что в Германии, возможно, сохранились два фильма чувашских – это «Черный столб» и «Сарпиге». Сергей Щербаков: «Говорят, в 37 году все остальные уничтожили и надо искать в Голливуде, так как был их мировой прокат…».

## Фильмы
22 июня 1926 года состоялась премьера фильма «Атăл пăлхавçисем» («Волжские бунтари»), снятая студией «Ленинградкино» при участии будущих создателей и деятелей «Чувашкино». Часть сцен снималась в Чебоксарах и деревнях около города.
Художественные фильмы «Чувашкино»:
1. «Сарпиге» («Женщина», «Зора») — премьера 12 марта 1927 года. Копия фильма, хранившаяся в Чебоксарах, не сохранилась. Копия фильма хранится в частной коллекции в США.
2. «Хура юпа» («Чёрный столб») — премьера 17 февраля 1928 года. Копия фильма, хранившаяся в Чебоксарах, не сохранилась.
3. «Ял» («Вихрь на Волге») — премьера 1928 год. Сохранилась 1-я часть фильма. В 2009 создана её озвученная версия.
4. «Апайка» («Прачка») — премьера 25 апреля 1930 года. Копия фильма, хранившаяся в Чебоксарах, не сохранилась.
5. «Киремет карти» («Священная роща») — премьера 1931 год. Фильм сохранился полностью.
6. «Асту» («Помни») — премьера 1932 год. Копия фильма, хранившаяся в Чебоксарах, не сохранилась.

Документальные фильмы «Чувашкино»:
1. полнометражный этнографический «Страна чувашская» (1927, автор сценария и режиссёр В. Королевич, операторы Д. Ильин, И. Блейн; сохранился полностью);
2. короткометражный «60 лет чувашской грамоте» (1928, автор сценария и режиссёр Г.В. Парне, оператор Г. Сидельников; копия фильма, хранившаяся в Чебоксарах, не сохранилась.);
3. полнометражный «Рождённая Октябрём» (1931) (авторы сценария и режиссёры И.С. Максимов-Кошкинский, А.М. Чистяков; копия фильма, хранившаяся в Чебоксарах, не сохранилась.).

Студия «Чувашкино» также создало 11 киножурналов.

## После 1991 года
В 1991 год организовано Чувашское производственное киновидеообъединение, которая с 2016 по 2021 год существовала под названием Бюджетное учреждение Чувашской Республики «Государственная киностудия «Чувашкино» и архив электронной документации» Министерства культуры, по делам национальностей и архивного дела Чувашской Республики. Организация связывала свою историю с историей треста «Чувашкино». Учреждение должно было заниматься определением государственной политики в области кинематографии в Чувашии. В его фондах насчитывалось более десятка художественно-публицистических лент, созданных совместно с Казанской студией кинохроники. Учреждение организовывало кинофестивали, кинолектории, показ работ киноклубов японской анимации, благотворительные акции (такие, как Международный правозащитный кинофестиваль, Международный кинофестиваль военного кино им. Юрия Озерова, кинофестивали «В кино всей семьей», «И помнит мир спасенный», фестивали детских фильмов в период школьных каникул).
В 2018 году по заказу учреждения «Чувашкино» московский продюсерский центр «Студия Екатерины Митёшиной» создал фильм к 100-летию Чувашской автономии «В красном море» (на русском и чувашском языках).
В октябре 2021 года принято решение о передаче функций Бюджетного учреждения «Госкиностудия «Чувашкино» и архив электронной документации» по подготовке и съемкам фильмов, а также развитию кинематографии Национальной телерадиокомпании Чувашии, таким образом произойдет слияние БУ ГК «Чувашкино» и НТРК Чувашии с прередаче последней бренда киностудии «Чувашкино».